# Heliophanus ochrichelis
Heliophanus ochrichelis är en spindelart som beskrevs av Embrik Strand 1907. Heliophanus ochrichelis ingår i släktet Heliophanus och familjen hoppspindlar. Inga underarter finns listade i Catalogue of Life.